# 이강래 (정치인)
이강래(李康來, 1953년 3월 2일~)는 대한민국의 정치인·대학 교수·공기업인이다.
그는 제16·17·18대 국회의원을 지냈다. 대학 교수로도 활동하였으며, 제17대 한국도로공사 사장(2017. 11.~2019. 12.)을 지냈다. 본관은 전주이며, 전북특별자치도 남원 출생이다.

## 학력
- 남원왕치국민학교 졸업
- 남원용성중학교 졸업
- 대경상업고등학교 졸업
- 명지대학교 행정학과 학사
- 서울대학교 행정대학원 행정학 석사
- 서울대학교 행정대학원 행정학 박사

## 경력
- 한국국제관계연구소 연구원
- 정부조직개편심의위원회 실행위원
- 국가안전기획부 기획조정실장(1998, 김대중 정부)
- 청와대 비서실 정무수석비서관
- (사)전주이씨대동종약원 종민회 회원
- 명지대학교 겸임교수
- 명지대학교 총동문회장
- 2017년 11월~2019년 12월: 제17대 한국도로공사 사장

## 의정활동

### 제16대 국회
- 2000년 5월 30일~2004년 5월 29일: 제16대 국회의원(전북 남원시·순창군, 무소속→새천년민주당→무소속→열린우리당, 초선)
- 새천년민주당 당무위원
- 제16대 국회 건설교통위원회 위원
- 제16대 국회 예산결산특별위원회 위원
- 제16대 국회 행정자치위원회 위원
- 제16대 국회 통일외교통상위원회 위원
- 열린우리당 당무위원

### 제17대 국회
- 2004년 5월 30일~2008년 5월 29일: 제17대 국회의원(전북 남원시·순창군, 열린우리당→무소속→대통합민주신당→통합민주당, 재선)
- 제17대 국회 건설교통위원회 위원
- 제17대 국회 환경노동위원회 위원
- 제17대 국회 예산결산특별위원장
- 제17대 국회 정치개혁특별위원회 위원장
- 제17대 국회 정보위원회 위원
- 열린우리당 당무위원
- 열린우리당 개혁기획단 단장
- 열린우리당 부동산정책기획단 단장
- 열린우리당 비상집행위원회 집행위원
- 열린우리당 정당개혁추진위원회 위원장
- 열린우리당 제1정책조정위원장
- 대통합민주신당 당무위원
- 대통합민주신당 전북도당위원장
- 대통합민주신당 상임고문 겸 당무위원 정동영 제17대 대통령 선거 후보 캠프 전북총괄선대본부장
- 통합민주당 당무위원

### 제18대 국회
- 2008년 5월 30일~2012년 5월 29일: 제18대 국회의원(전북 남원시·순창군, 통합민주당→민주당→민주통합당, 3선)
- 통합민주당 당무위원
- 민주당 상임고문 겸 당무위원
- 민주당 원내대표
- 제18대 국회 지식경제위원회 위원
- 제18대 국회 기획재정위원회 위원

## 역대 선거 결과
|  | 53.49% |

|  | 59.31% |

|  | 52.93% |

|  | 42.77% |

|  | 46.43% |

## 소속 정당
| 소속 정당 | 소속 정당      | 소속 기간 | 비고      |
| --------- | -------------- | --------- | --------- |
|           | 민주당         | 1990~1991 | 정계 입문 |
|           | 민주당         | 1991~1995 | 합당      |
|           | 무소속         | 1995      | 탈당      |
|           | 새정치국민회의 | 1995~1998 | 창당      |
|           | 무소속         | 1998~1999 | 탈당      |
|           | 새정치국민회의 | 1999~2000 | 복당      |
|           | 새천년민주당   | 2000      | 합당      |
|           | 무소속         | 2000      | 탈당      |
|           | 새천년민주당   | 2000~2003 | 복당      |
|           | 무소속         | 2003      | 탈당      |
|           | 열린우리당     | 2003~2007 | 창당      |
|           | 무소속         | 2007      | 탈당      |
|           | 대통합민주신당 | 2007~2008 | 창당      |
|           | 통합민주당     | 2008      | 합당      |
|           | 민주당         | 2008~2011 | 당명 변경 |
|           | 민주통합당     | 2011~2013 | 합당      |
|           | 민주당         | 2013~2014 | 당명 변경 |
|           | 새정치민주연합 | 2014~2015 | 합당      |
|           | 더불어민주당   | 2015~2017 | 당명 변경 |
|           | 무소속         | 2017~2019 | 탈당      |
|           | 더불어민주당   | 2019~현재 | 복당      |

## 같이 보기
- 남원시·순창군
- 남원시의 국회의원
- 순창군의 국회의원
- 대한민국의 대통령비서실 수석비서관
- 대한민국의 국가정보원 기획조정실장